# Tut Loft
Henny Agathe Estrup Loft, kaldet Tut Loft og født Callisen Dyhr (født 8. december 1922 i Slagelse, død 5. oktober 2017) var en dansk embedsmand, gift med Per Loft og mor til Peter Loft.
Hun var datter af H. Callisen Dyhr (død 1936) og hustru Clara Elisabeth f. Estrup (1888-1980) og voksede op i en lærerfamilie i Slagelse, hvor hun tog studentereksamen i 1941. I 1947 blev hun cand.jur. fra Københavns Universitet og var de følgende tre år ansat som advokatfuldmægtig.
Dernæst påbegyndte hun en livslang karriere i Socialministeriet, hvor hendes ægtefælle gennem et langt liv, Per Loft, var departementschef. Parret blev gift 8. november 1947. Efter 12 år som kontorchef i Socialministeriets departement kom hun i 1983 til Sikringsstyrelsen, der senere skiftede navn til Arbejdsskadestyrelsen. Her begyndte hun som afdelingschef og avancerede til vicedirektør, hvilket hun var indtil sin pensionering i 1990. Herefter var Tut Loft i to år chefkonsulent i Forsikringsselskabet for Erhvervssygdomme. Hun blev 16. marts 1990 Kommandør af Dannebrogordenen.
Loft døde 5. oktober 2017 og er begravet på Vestre Kirkegård i København.